# Kentwan Smith
Kentwan Kenneth Smith (Freeport, 17 dicembre 1991) è un cestista bahamense.

## Carriera
Con la Bahamas ha disputato tre edizioni dei Campionati centramericani (2012, 2014, 2016).